# Лудорф
Лудорф (њем. Ludorf) општина је у њемачкој савезној држави Мекленбург-Западна Померанија. Једно је од 60 општинских средишта округа Мириц. Према процјени из 2010. у општини је живјело 505 становника. Посједује регионалну шифру (AGS) 13056039.

## Географски и демографски подаци
Лудорф се налази у савезној држави Мекленбург-Западна Померанија у округу Мириц. Општина се налази на надморској висини од 64 метра. Површина општине износи 48,4 km². У самом мјесту је, према процјени из 2010. године, живјело 505 становника. Просјечна густина становништва износи 10 становника/km².